# Holste
Holste ist eine Gemeinde der Samtgemeinde Hambergen und liegt am Nordrand des Landkreises Osterholz in Niedersachsen (Deutschland).

## Geografie

### Geografische Lage

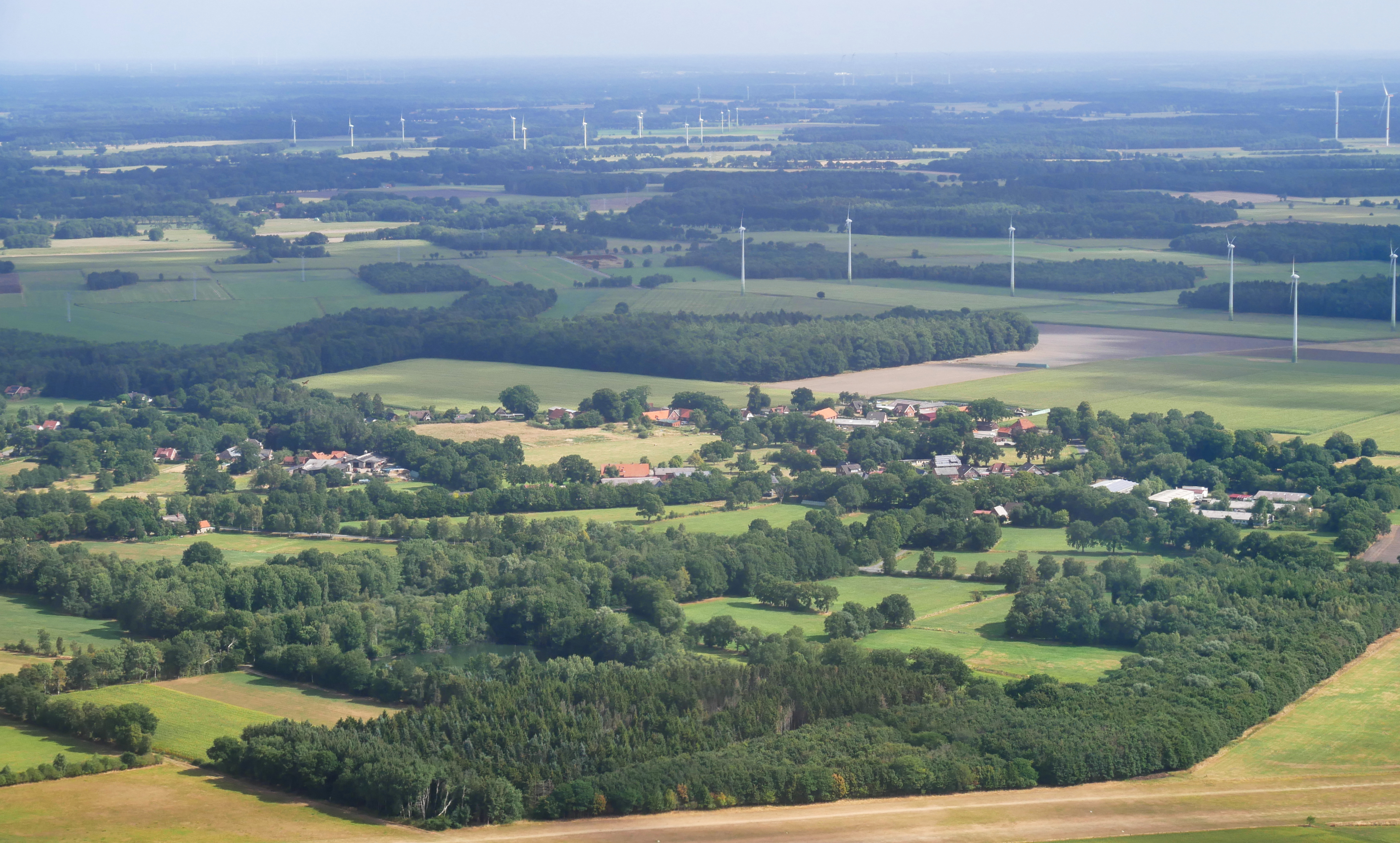
Luftbild von Hellingst

Die Gemeinde Holste liegt in der norddeutschen Tiefebene nördlich von Bremen.

### Gemeindegliederung
Die vier Ortsteile der Gemeinde sind:
- Hellingst
- Oldendorf
- Paddewisch
- Steden

Der Name Holste leitet sich aus den Anfangsbuchstaben der vormaligen Gemeinden Hellingst, Oldendorf und Steden ab.

## Geschichte

### Vorgeschichte
In der Gemeinde gibt es einen Vorgeschichtspfad, der zahlreiche Funde aus vorgeschichtlicher Zeit zeigt. Der Landkreis Osterholz hat in Zusammenarbeit mit dem niedersächsischen Landesverwaltungsamt 1976 für die Einrichtung gesorgt. Der ausgeschilderte Weg führt an einem Grab aus der Jungsteinzeit vorbei. Weiterhin ist ein Schalenstein zu sehen, den man in der Hellingster Feldmark fand.

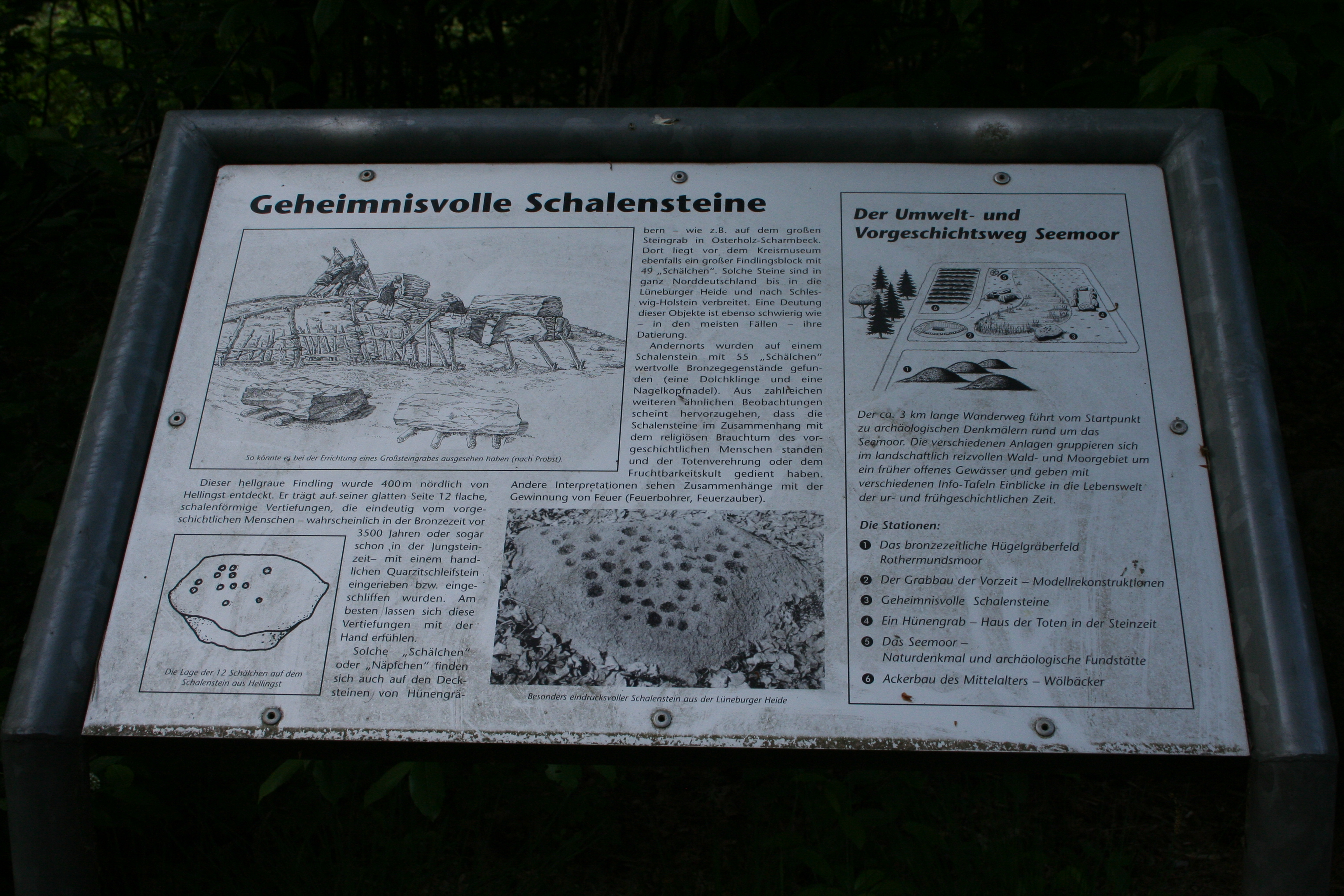
Hinweisschild am Schalenstein von Hellingst

### Erste urkundliche Erwähnung
Die erste urkundliche Erwähnung und die erste vollständige Darstellung der Hofstellen der Orte Hellingst, Steden, Paddewisch und Oldendorf findet man im Vörder Register. Dieses ließ der Bremer Erzbischof Johannes Rohde als eine Art Bestandsaufnahme aller Güter im Jahre 1500 anlegen. Für „Stedenn“ sind die Vollhöfner Wilkens, Muller und Greuere sowie ein Teilhof und eine Kate aufgeführt, in „Hellingkstede“ drei Vollhöfe (Witbalke, Bullenwinkell und Welingen) sowie drei Halbhöfe und eine Kate und in „Oldendorppe“ drei Vollhöfe (Bolte, Bolte und Wittepeninck) und ein Teilhof. In „Paddewysck“ wird der Vollhof des Johan tore Paddewysck erwähnt.

### Schwarze Dörfer
Es gibt verschiedene Erklärungen für die Bezeichnung Schwarze Dörfer, mit der die Ortsteile der Gemeinde Holste seit langer Zeit leben. Höchstwahrscheinlich geht der Ursprung des Namens auf die Tatsache zurück, dass man in den Ortschaften Holzkohle und Schmiedekohle erzeugte. Quellen bezeugen, dass die Bewohner es verstanden, Holzkohle herzustellen und sogar die ansonsten wenig verbreitete Fertigkeit besaß, aus Torf Schmiedekohle zu produzieren.
In der Hellingster Schulchronik erwähnte der damalige Lehrer Theodor Seba, dass es noch im Jahr 1909 einen Köhler gegeben hat. Theodor Seba hat diese Köhlerhütte durch eine Zeichnung auch in der Schulchronik verewigt. Die Hellingster Schützenverein hat sich dieses Motiv als Vereinswappen gewählt.

### Waldheim Oldendorf
In Oldendorf gab es ein Flüchtlingslager, in dem im Jahre 1945 200 Flüchtlinge aus den ehemaligen Ostgebieten von der Osterholzer Kreisbehörde untergebracht wurden. Das Lager wurde 1968 geräumt. Heute gibt es keine sichtbare Spur mehr davon.
Die Quartiere waren 1938 vom Reichsarbeitsdienst errichtet worden und fungierten bis zum Kriegsende als „Maidenlager“. „Es war kein tristes Elendslager“, meint Siegfried Begatik, der die „Heimat der Schicksalsgemeinschaft“ erforscht hat.

### Gründung der heutigen Gemeinde
Die Gemeinde Holste wurde am 1. März 1974 aus den vormals selbständigen Gemeinden Hellingst, Oldendorf und Steden gebildet. Der Gemeindename setzt sich aus den drei Ortsnamen zusammen: H-ellingst-OL-dendorf-STE-den. Die neue Gemeinde Holste bildete im Zuge der Gebietsreform im Jahre 1974 mit den Gemeinden Hambergen, Axstedt, Lübberstedt und Vollersode die Samtgemeinde Hambergen.

## Politik

### Gemeinderat
Der Rat der Gemeinde Holste besteht aus zehn Ratsfrauen und Ratsherren.
- FHL: 7 Sitze
- Fraktionslos: 2 Sitze

(Stand: Kommunalwahl am 12. September 2021)

### Bürgermeister
Der erste ehrenamtliche Bürgermeister wurde Heinz Dullweber, der dieses Amt 17 Jahre lang bis zum Jahr 1991 innehatte. Gottfried Puckhaber, vormals stellvertretender Bürgermeister, übernahm das Bürgermeisteramt im November 1991. Derzeitiger Bürgermeister ist Dieter Gloddek (Freie Holster Liste, FHL), seine Stellvertreter sind Günter Drews (FHL) und Gerhold Puckhaber (FHL).
| Zeitraum  | Bürgermeister       | Ortschaft |
| --------- | ------------------- | --------- |
| 1974–1991 | Heinz Dullweber     | Hellingst |
| 1991–2001 | Gottfried Puckhaber | Oldendorf |
| 2001–2002 | Werner Raddatz      | Hellingst |
| 2002–2011 | Gerhard Müller      | Steden    |
| 2011– ?   | Eckehardt Schütt    |           |
| 2021 -    | Dieter Gloddeck     |           |

## Freizeit, Kultur und Sehenswürdigkeiten
- Großsteingräber bei Steden
- Liste der Baudenkmale in Holste
- Liste der Bodendenkmale in Holste

Im Ortsteil Steden gibt es den Wochenendplatz Stedener Forst, der an einem Baggersee gelegen ist. Das Wochenendgebiet ist auch überregional bekannt.

### Gebäude
- Wohn- und Wirtschaftsgebäude Schulstraße 12 von 1848 in Fachwerk

## Wirtschaft und Infrastruktur

### Verkehr
Verkehrsmäßiger Anschluss besteht an die Zugverbindungen Bremen – Bremerhaven – Cuxhaven (Bahnhof Oldenbüttel und Lübberstedt) und an die Autobahn 27 (Walsrode – Cuxhaven). Die Hauptverkehrsachse bildet die Bundesstraße 74 Bremen – Stade.
In Hellingst befindet sich das Segelfluggelände Hellingst.

### Ansässige Unternehmen
Im Jahre 1975 gründete Richard Weize die Bear Family Records GmbH, ein international tätiges Label für Musikveröffentlichungen.

### Kirche
Die Gemeinde Holste gehört zur Kirchengemeinde Beverstedt.